# Journal of the American Mathematical Society
Journal of the American Mathematical Society (znane także jako JAMS) – jedno z najbardziej prestiżowych naukowych czasopism matematycznych na świecie. Jest w szczególności jednym z trzech czasopism (tzw. top journals) uwzględnianych przy ustalaniu dziedzinowego rankingu (Global Ranking of Academic Subjects) rankingu szanghajskiego dla matematyki. W 2022 miało też np. czwarty wskaźnik SJR (SCImago Journal Rank) spośród wszystkich czasopism kategorii Mathematics (miscellaneous). 
Czasopismo wydawane jest przez Amerykańskie Towarzystwo Matematyczne i jest kwartalnikiem. Artykuły są indeksowane i opisywane w Mathematical Reviews i zbMATH Open. 

## Tematyka i komitet redakcyjny
Pismo publikuje ważne oryginalne prace badawcze bez żadnych ograniczeń tematycznych.
Redaktorem naczelnym (stan z roku 2023) jest Pavel I. Etingof (Massachusetts Institute of Technology), a redaktorami: Laura G. DeMarco (Harvard University), Simon Donaldson (Stony Brook University), Michael J. Larsen (Indiana University), Sylvia Serfaty (New York University-Courant Institute), Richard Taylor (Stanford University) i Shmuel Weinberger (University of Chicago). Wśród kilkunastu redaktorów pomocniczych (Associate Editors) jest m.in. Peter Scholze (Universität Bonn). 